# Firminy
Firminy és un municipi de França, al departament del Loira i a la regió Alvèrnia-Roine-Alps. El 2018 tenia 17.137 habitants.